# Аутошовинизам
Аутошовинизам (понекад самомржња) је  врста шовинизма која се огледа у изразито негативним предрасудама, мржње, презиру, нетолеранцији и агресивности према сопственој нацији.
Творац термина је српски политиколог и новинар Зоран Ћирјаковић и у најкраћем га објашњава као „спој родомржње и домомржње.” Појам самопорицање, чији је аутор Мило Ломпар, јесте врло сродан аутошовинизму и према Ћирјаковићу представља „други приступ истом проблему”.

## Етимологија
Аутошовинизам представља сложеницу грчке речи ауто (сȃм) и шовинизам, тако да у најширем означава самомржњу.
Шовинизам се у овој сложеници помиње у савременом смислу речи, који упућује на екстремну мржњу према "туђем". Оригинално, мада данас углавном одбачено, значење појма "шовинизам" било је везано за неумерену, "екстремну" љубав према "своме".

## Историја
Новинарка Милица Јовановић тврди да је Зоран Ћирјаковић, новинар НИН-а, „аутор жига аутошовинизам”. Ћирјаковић је овај појам први пут употребио у уводнику „Српски тефлони” који је објављен у недељнику НИН 4. јануара 2007. У једном каснијем објављеном тексту написао је следеће:
| „ | Суштина аутошовинизма није самомржња – она је сасвим легитимна и често је није тешко разумети, нарочито онда када властодршци или сународници пишу срамне и злочиначке странице заједничке историје. Аутошовинизам почиње онда када неко закључи да је он сам 'изузетак', 'пропуст у систему' и када сународницима, људима који су објекат личне мржње, негира човечност и сугерише да је њихова 'зверска' природа нешто што је вечно, неуништиво и трајно, нешто што је део њиховог 'менталитета'. | ” |

О појму, његовој предисторији и деловању јавних личности које су истакнути аутошовнисти Ћирјаковић је опширније писао у књизи „Откривање аутошовнизма”.
Разговоре о аутошовнизму организовали су Нова српска политичка мисао и Радио Београд 2. Социолог Алексеј Кишјухас наводи да је округли сто „Аутошовинизам и космополитизам” организовала Матица српска, а трибину „О србофобији и аутофашизму” Факултет политичких наука.

## Употреба
Термин аутошовинизам је попримио широку употребу. Председник Републике Србије Александар Вучић је 15. априла 2021. године први пут употребио овај термин, говорећи да је у делу српске елите:
...изражен аутошовинизам, квазиинтелектуалне или псеудоинтелектуалне, која мисли да сваки пут кад било ко помисли да Срби треба да нешто добију, па макар то и није тачно и да не постоји, да том треба одрубити главу.— Александар Вучић, председник Републике Србије
Два дана касније, 17. априла, председавајући Предсједништва Босне и Херцеговине   је такође искористио термин аутошовинизам:
Тај један аутошовинизам који постоји исказује се у свакој прилици и на сваком месту код оних који су вечити пратиоци идеја које долазе из Сарајева.— Милорад Додик, председавајући Предсједништва Босне и Херцеговине
У јавности термин аутошовинизам се доживљава као негативан, штетан и невалидан. Често се користи за дисквалификацију политичких противника.

## Анализа
Постоји велики број опречних мишљења око тога да ли овај израз уопште има неко научно значење, или је измишљен искључиво у дневнополитичке сврхе, ради блаћења неистомишљеника:

### Поборници
Зоран Ћирјаковић је у свом интервјуу Поглед правог космополите, о аутошовинизму рекао и аутошовинистима рекао: „Да ли неко слуша Ацу Лукаса или гледа Вон Кар-Вајеве филмове, ту је сасвим небитно. Реакције ће у многим кључним моментима бити идентичне. Обликовани смо културом која нас наводи да свет посматрамо у црно-белој боји. И Први и Други, ко год у Србији данас био Први, то одавно није јасно као што је било деведесетих, када вреднују ставове неистомишљеника имају тенденцију не само да суде, већ да изрекну "смртна пресуду", симболичку, али у основи то је то, неистомишљеник не заслужује да постоји. Једну последицу истог "културалног програма", тог менталног софтвера који делимо, одлично је запазио Стеф Јансен, мудри белгијски антрополог. Код нас је и "антинационализам" некако националистички и то је њему било занимљиво. Како један "друго-српски" (ја не подносим реч србијански, сматрам је расистичком) антинационалиста види или, што би рекли, конструише слику свог идеолошког непријатеља је често исто као што један екстремни националиста замишља свог етничког непријатеља, као одвратног и нељудског, недостојног човечности.....................
................. Мене фасцинира и инспирише перверзија, не толико зло по себи. Не користим ову реч у неком пуританском смислу. Оно што је код Друге Србије перверзно јесте што многи, никако не сви, мрзе, гаде се, презиру Србе на исти начин на који ултранационалисти презиру Хрвате, Бошњаке, све муслимане, итд. То је та перверзија која мене дира, тврде да су либерални, да су демократе, а мрзе друге мржњом шовиниста”.
Слободан Владушић, универзитетски професор, писац, књижевни критичар и колумниста разних десничарских медија, о аутошовинизму каже:
„Да ли заиста мислимо да је аутошовинизам вредност без које не може да се начини економски стабилна, добро организоване и добро уређена држава? Да ли са таквом свешћу знатног броја људи уопште може постојати држава, у најдословнијем значењу те речи. Најзад, шта ће постати таква аутошовинистичка Србија? Одговор на питање је једноставан: постаће комад неког бајатог хлеба од кога ће свако моћи да откине колико му треба, и то не силом, већ милом. Исто онако како неки Македонци узимају бугарско, а неки Молдавци румунско држављанство, тако ће се и људи у Србији грабити за сваки пасош, само да би поправили свој психолошки квар. Таква Србија ће постати животињска фарма са које ће млађем, а нешто квалитетније генетском материјалу бити дозвољено да постану људи, али негде другде, а не овде; осталима ће и помије бити довољне. Таква Србија ће се најзад опасно приближити примитивном шовинизму, који ће упражњавати сви они који буду прикраћени за најнормалнији осећај националног самопоштовања, будући да је аутошовинизам управо то: свесно, гурање осталих у шовинизам, уз радосно очекивање катастрофалних последица...
... Аутошовинизам, та регресија државотворне свести која у човеку убија идеју о достојанству и слободи, све грађане ове државе претвара у ништа. Осим Бога, који је овладао техником цреатио еx нихило, нико други нема моћ да од ништа направи нешто. Ништа остаје ништа. Ништа не може никада бити део нечега, јер је ништа. Према ничему се нико не може односити другачије него према ничему. Ништа нема ни свој интерес, ни своје жеље, ни своје потребе. Ништа је само ништа. А то није судбина коју је Србија заслужила, и нема апсолутно ни једног разлога да на њу пристане.”

### Противници
Алексеј Кишјухас наводи: „Право питање зато и није шта аутошовинизам јесте, већ чему аутошовинизам служи. А то је већ стари-добри напад на идеолошке неистомишљенике. Све у обланди, целофану или под кринком једног појма који звучи научно, иако не означава ништа (ново). Аутошовинизам, али и шовинизам, зато је само карикатурална и митолошка бабарога која (ин)директно оправдава – национализам. Као непостојећа и потпуно измишљена верзија национализма, попут фиктивног „Николаса Шовена“ (који никада није ни постојао), она служи једино томе да би се национализам и његови злочини некако опрали, умили и учинили прихватљивим и сексепилнијим. И „аутошовинизам“ је тада попут бикинија, јер показује свашта, али не открива ништа.”
Новинар Дарио Хајрић, у чланку на порталу Ремаркер, између осталог каже: „Утеривање појма аутошовинизма у јавни говор има вишеструку намену. Оно даје негативан призвук противљењу националном кичу који замишља патриотизам као најбаналнији списак националних стереотипа. Тера критичаре шовинизма да се правдају и доказују правоверност. Омогућава фашистима да имају шта да вам узврате кад их назовете правим именом. На концу, његова ултимативна сврха је да унапред означи оне са којима се нема шта причати, и којима само треба у лице вриштати њихову налепницу док не одустану од разговора.”
Публициста и новинар Томислав Марковић сматра да је овај термин политичка етикета.